# Toussaintia orientalis
Toussaintia orientalis е вид растение от семейство Annonaceae. Видът е застрашен от изчезване.

## Разпространение
Разпространен е в Танзания.